# Blues Harp
Blues Harp (en japonés: BLUES HARP ブルース・ハープ?) es una película japonesa de género yakuza dirigida por Takashi Miike y estrenada en cines el 15 de julio de 1998 en Japón.

## Argumento
Kenji es ambicioso yakuza del clan Hanamura, que recibe una paliza por parte de un clan rival y es ayudado por Chuji, un camarero que trabaja en un bar de música en directo, toca la armónica y que también trabaja como traficante de drogas para el clan opuesto. Chuji despista a los perseguidores de Kenji, y lo esconde en su casa. A partir de esto, los dos se hacen buenos amigos y entre ellos nacerá un fuerte vínculo que parecerá algo más que amistad.

## Reparto
| Actor            | Papel                   |
| ---------------- | ----------------------- |
| Mickey curtis    |                         |
| Daisuke Iijima   | Yukichi Hanamura        |
| Hiroyuki Ikeuchi | Chuji Yonashiro         |
| Akira Ishige     |                         |
| Huntley Nicholas | El padre negro de Chuji |
| Atsushi Okuno    |                         |
| Saori Sekino     | Tokiko                  |
| Bob Suzuki       |                         |
| Seiichi Tanabe   | Kenji Shindo            |

## Otros créditos
- Diseñador de producción (arte): Akira Ishige.
- Grabación (sonido): Yukiya Sato.
- Asistente de dirección: Bunmei Katô.
- Iluminación: Fumihiko Tamura.

## Recepción
En su libro de 2005 Outlaw Masters of Japanese Film, el autor Chris Desjardins escribe: «Una película verdaderamente grandiosa, Blues Harp sigue siendo una de las mejores de Miike, una película perfectamente realizada y conmovedora». 
En una reseña de Variety, Ken Eisner comento: «Este último esfuerzo del director nipón Takashi Miike, que ha logrado producir siete largometrajes tremendamente divergentes en poco más de tres años, lo lleva en otra dirección. Ambientada en una versión de Okinawa de la cultura juvenil underground, “Blues Harp” empareja a un músico birracial en apuros con un yakuza hábil y prometedor, con resultados volátiles y elegantes. Los resultados crean un sólido material para el festival, con un guiño especial a los eventos gay que buscan algo diferente».
Reseña de publicada en Cineticamente: «Podría decirse que la película está cerca de incluirse entre las diversas películas de yakuzas de Miike, aunque realmente no es su eje principal. Es una trama de lo más sencilla, no hay giros complicados, no hay violencia extrema, pero sin duda aun así resulta de lo más disfrutable como ventana abierta a la psicología de un par de personajes en situaciones cotidianas de actividades no tan cotidianas».
Rouven Linnarz en una reseña para Asian Movie Pulse, escribió: «Blues Harp es una de las películas más melancólicas de Miike, una que injustamente se pasa por alto cuando se habla del director, ya que ofrece no sólo una valiosa visión de cuán fluido ha llegado Miike en el lenguaje del medio, sino también de su versatilidad como artista. Con grandes actuaciones, una maravillosa banda sonora, así como una brillante colaboración entre edición, cámara y música, “Blues Harp” es una recomendación para aquellos cinéfilos deseosos de ver al director haciendo algo más que sus excesos “habituales”. Es una película sobre los marginados, los dejados atrás y los ignorados, los que encuentran refugio en las sombrías melodías de la armónica, una relajante melodía que ilumina las oscuras calles de Tokio».